# Hispano Aviación S.A.
Hispano Aviación S.A. fou una empresa espanyola de construcció i desenvolupament d'avions militars sorgida de Hispano-Suiza que operà entre els anys 1939 i 1972 des de la seua seu al barri de Triana (Sevilla) fins a la seua absorció per part de CASA (ara part del consorci EADS).

## Història

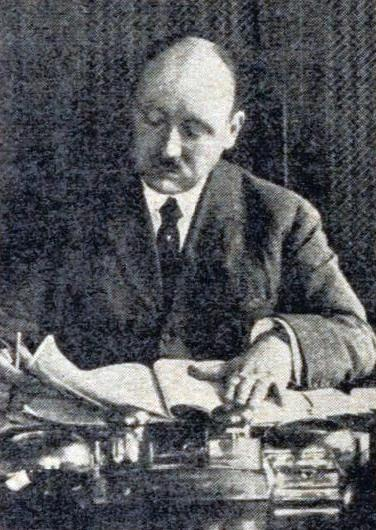
Fotografia d'en Marc Birkigt l'any 1930.

Després de la bancarrota de la Compañía General Española de Coches Automóviles Emilio de la Cuadra, Sociedad en Comandita l'any 1902 tots els seus béns foren immediatament adquirits per J. Castro i l'enginyer suís Marc Birkigt formant la J. Castro, Sociedad en Comandita, Fábrica Hispano-Suiza de Automóviles. En un principi l'activitat empresarial se centra en el disseny i la construcció de motors d'automòbil però, a pesar del reconeixement internacional, aquesta entra en fallida. No serà rescatada fins a l'aparició del metal·lúrgic i creditor Damià Mateu durant 1904 que la companyia reprendria la seua activitat productora després de la seua refundació sota el nom: Hispano-Suiza, Fábrica de Automóviles, S. A.. Diversos canvis corporatius duen a l'empresa a especialitzar-se, amb èxit, en l'automobilisme de luxe i a expandir-se per Europa amb un taller a França.
Els inicis al món de l'aviació es produeixen l'any 1916 quan Marc Birkigt dissenya el primer motor d'avió sobre un bloc d'aliatge d'alumini a petició de la Casa Reial. La popularitat del motor és immediata amb adquisicions de llicències de producció arreu del món: França, els Estats Units, Japó… i vora 45.000 unitats construïdes durant la Primera Guerra Mundial. En resposta, la producció bèl·lica (principalment camions i motors d'avió) es desplaça a la moderna factoria de Guadalajara, amb aeroport propi, que opera de forma quasi independent sota els noms Hispano Guadalajara i a continuació Hispano Aircraft.
L'any 1932 es produeix el tancament de la factoria de Guadalajara i l'adquisició per part de Fiat de tota la secció de vehicles de terra, que posteriorment formarien part de Pegaso. La secció aèria continua la seua activitat tot-i-que amb una producció limitada fins a la Guerra Civil. L'esclat del conflicte du a la col·lectivització de la companyia sota la direcció del Comité de Treballadors i el trasllat a Alacant on el treball se centra a muntar i reparar tot el material aeronàutic emprat pel bàndol republicà durant la guerra, especialment els Polikàrpov soviètics. Paral·lelament, els propietaris de la firma, exiliats a França, decideixen muntar un taller en Sevilla a la fi d'ajudar al bàndol nacional. La conclusió del conflicte produeix la nacionalització parcial de l'empresa i el trasllat de la seua matriu a Sevilla, on romandrà fins a la seua absorció.
Un dels primers encàrrecs rebuts durant aquesta nova etapa fou la producció de 200 caces Messerschmitt Bf 109 per l'Estat espanyol. Aquests aparells es construeixen en dues sèries HA-1109 J-1L (65 unitats amb motor Hispano-Suiza) i HA 1112 M1L (172 unitats del cèlebre Buchón amb motor Rolls-Royce Merlin). l'any 1947 desenvolupa els entrenadors HA-43 per l'Exèrcit de l'Aire i ja durant 1951 s'inicia un acord amb l'alemany Willy Messerschmitt qui dissenyaria per la firma, entre d'altres, els primers avions a reacció espanyols (HA-200 i les reconversions HA-57, HA-60...).
Finalment, l'any 1972, Hispano Aviación és absorbida per la matriu CASA que posteriorment formarà part del consorci europeu Airbus.

## Preservació
Totes les instal·lacions de la companyia han sigut reconvertides després del tancament de les factories. Gran part del recinte s'ha transformat en edificis d'habitatges i instal·lacions esportives en un procés de gentrificació de la capital andalusa sota la direcció de l'empresa Galisport i la supervisió de l'Ajuntament de Sevilla, que conserva la titularitat de part del recinte. No obstant això en l'actualitat pot observar-se cert interès municipal per recuperar la memòria i l'empremta d'Hispano-Suiza sobre el barri de Triana amb la conservació de la façana principal de la factoria amb els taulells commemoratius.

## Projectes

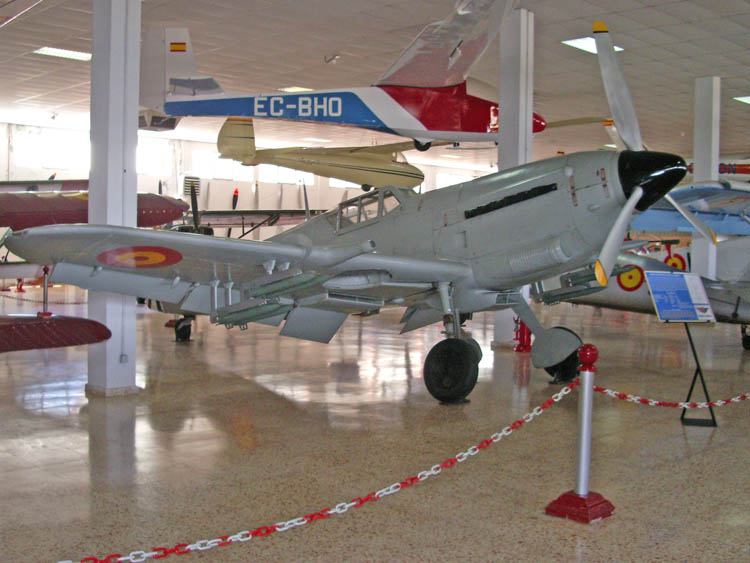
HA-1112 K. 1. L Tripala.

D'ençà la seua fundació la companyia dugué a terme una sèrie de dissenys i projectes de construcció entre els quals es troben els citats a continuació:

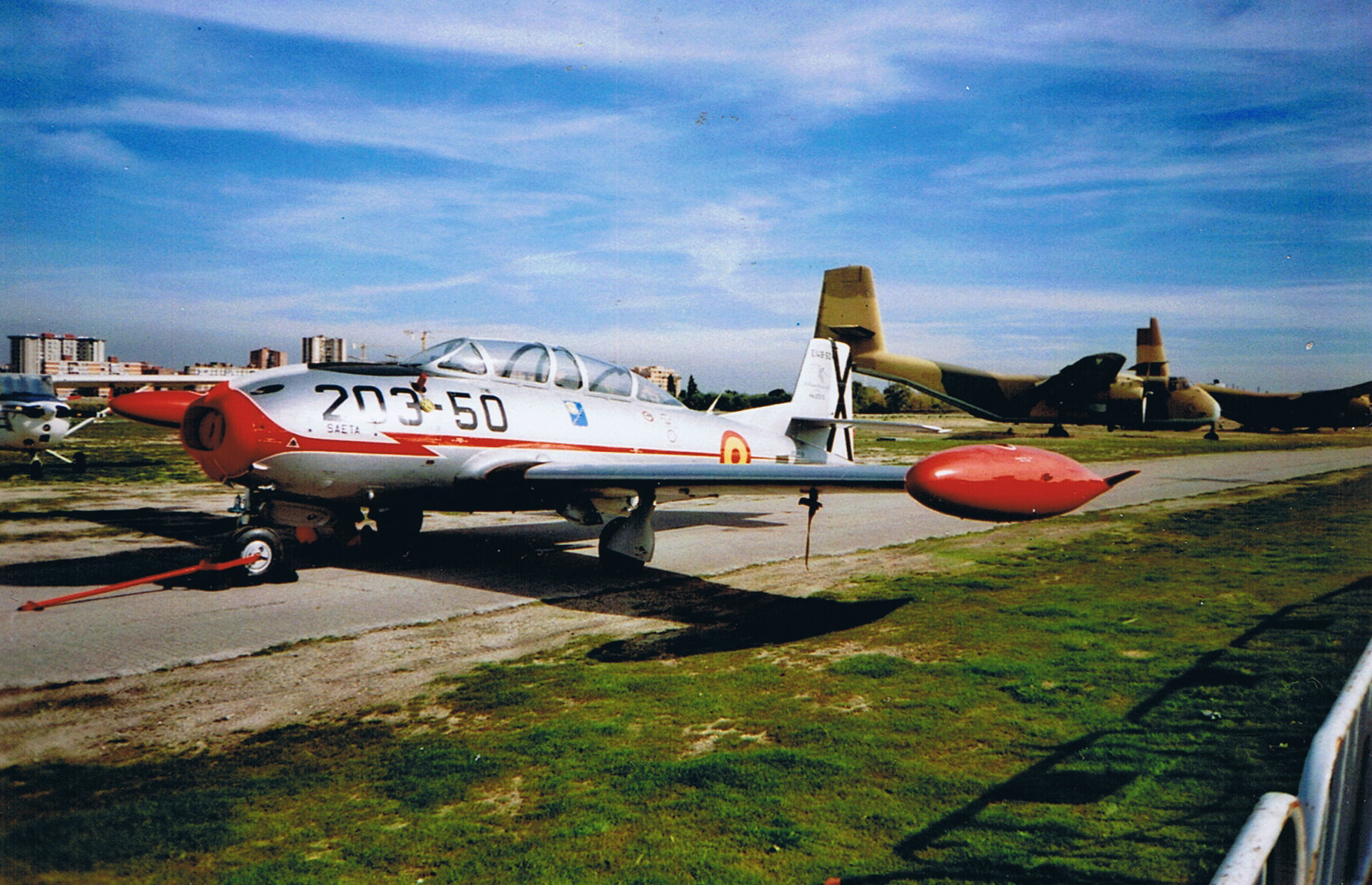
HA 200.

- E-30.
- E-34.
- HS-42.
- HA-43.
- HS-50.
- HA-56.
- HA-57 Super Saeta.
- HA-60 Súper Saeta.
- HA-1109.
- HA-1112.
- HA-100 Triana.
- HA 200.HA-200 Saeta.
- HA-220 Super Saeta.
- HA-230.
- HA-231.
- HA-300.
- HA-400.
- HA-500 Alacrán.